# Campeonato Uruguayo de Fútbol Femenino
La Primera División Femenina de Uruguay, llamada oficialmente Campeonato Femenino A y comercialmente como Torneo Rexona de Fútbol Femenino de Primera División por razones de patrocinio, es la máxima categoría del sistema de ligas de fútbol femenino de Uruguay, y es organizada por la Asociación Uruguaya de Fútbol (AUF).
Comenzó a disputarse en 1997, y en el año 2024 se disputó la edición número 28 del certamen. Actualmente, Nacional es el campeón vigente.

## Sistema de disputa
A partir de 2016 existen dos divisiones, la A, que inicialmente tuvo siete equipos, y la B, con los ocho restantes que se encontraban inscriptos. El campeón clasifica a la Copa Libertadores Femenina y los últimos en la tabla de posiciones de la temporada descienden a la segunda división. Desde 2018 la Primera A está compuesta por 10 equipos.

## Historia

### Antecedentes
A partir del 1970, impulsado sobre todo por Zulma Palavecino, quien pertenecía al Club Nacional de Football, comenzaban a vislumbrarse las primeras actividades de fútbol femenino en Uruguay.
El 14 de noviembre del año 1970, Zulma junto a otros dirigentes conformaron la Asociación Amateur de Fútbol Femenino (AAFA), primera liga femenina de fútbol en Uruguay. En 1971 se realizó un torneo en el que Nacional conquistó por primera vez y de forma consecutiva la copa hasta 1975. En los años siguientes, se jugaron solo 3 ediciones más. 
Algunos de los equipos que participaban de los certámenes de la AAFA eran las Águilas Negras, Amazonas, Bella Vista (San José), Cerro Azul, Huracán (Sarandí), Iriarte, Las Albas, Las Charrúas, Las Estrellas (Santa Lucía), Las Rebeldes (Florida), Lomas de Zamora FC, Nacional, Pampero FC, Paso de los Toros (Tacuarembó), Peñarol, River Plate (San José), San Lorenzo (San José) y Santiago Vázquez. 
Los torneos se continuaron realizando en todo el país, hasta que en sintonía con la evolución de toda esta modalidad en todo el mundo, a impulso de la FIFA, finalmente se creó la Liga Uruguaya a nivel oficial de la AUF.
A principios del año 1996, la Asociación Uruguaya de Fútbol designaba a los integrantes del Consejo de Fútbol Femenino el cometido de organizar la disciplina dentro de la Asociación. El 15 de agosto de 1996 es histórico para el fútbol practicado por mujeres en Uruguay: ese día se ficharon las primeras futbolistas en la A.U.F., que luego tomaron parte del Campeonato Uruguayo. El primer torneo uruguayo femenino comenzó el 27 de octubre de ese mismo año en el Parque Nasazzi. En ese torneo participaron Rampla Juniors (campeón), Cerro (vicecampeón), Liverpool, Basáñez, River Plate, Danubio y Bella Vista, pero este fue un torneo de fútbol 5. Recién en 1997 se comenzó a disputar el Campeonato Uruguayo de Fútbol Femenino, bajo la modalidad de fútbol 11.

### Inicios: dominio de Rampla Juniors

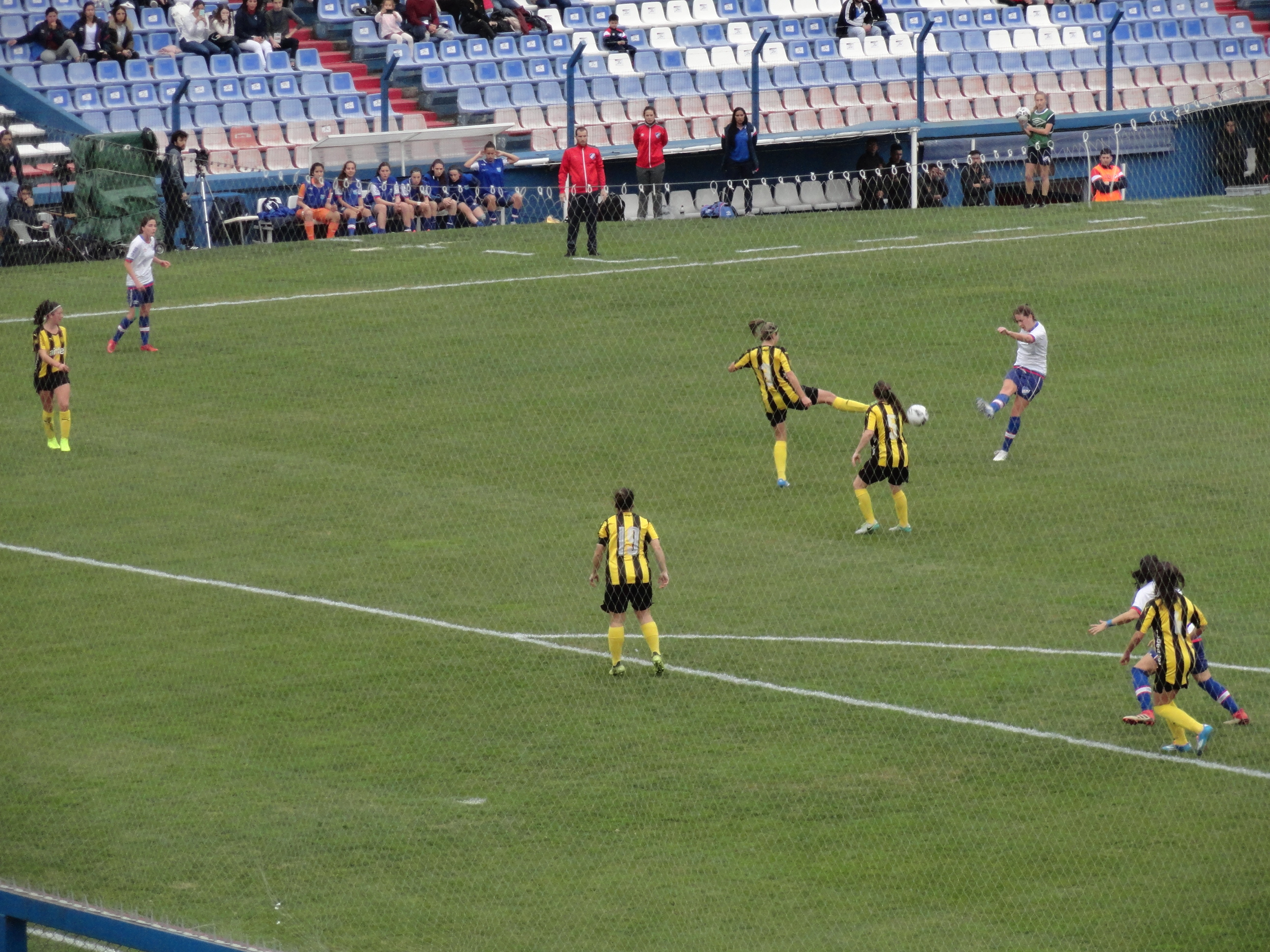
Desde la aparición de Peñarol, los partidos entre Nacional y el aurinegro son el principal atractivo del campeonato.

El torneo de fútbol 5 realizado en 1996 y conquistado por Rampla Juniors, ya era la advertencia para lo que sucedería con las primeras ediciones del Campeonato Uruguayo. Rápidamente, las rojiverdes se convirtieron en las dominadoras del medio local, al obtener 9 de las primeras 13 ediciones del torneo entre 1997 y 2008; incluyendo un sexenio (6 seguidos) entre 2001 y 2006. Además, el torneo de 2008 le permitió a Rampla ser el primer representante uruguayo en la primera edición de la Copa Libertadores en 2009.
Esta hegemonía brutal solamente fue interrumpida por Nacional en 2 ocasiones (1997 y 2000), que además demostrando su poderío, fue 4 veces el vicecampeón en ese periodo. Justamente con Nacional, Rampla Juniors protagonizó lo que fue considerado el primer clásico del fútbol femenino. La incursión de Nacional dentro de la competencia, uno de los dos gigantes del fútbol masculino, siempre ha sido un baluarte en el proceso de propagación de esta modalidad. Procursor desde los inicios (en 1970), el Bolso ha sido el club con más participaciones (17, incluyendo la temporada 2017) y esto le ha permitido desarrollarse como uno de los equipos más importantes.

### Rivalidad River Plate y Nacional
El dominio ramplense, fue derribado por "Las Leonas del Prado" de River Plate. Las Leonas ganaron el torneo 2007 sobre Rampla, luego Rampla volvió a ganar en el 2008 venciendo a River, pero River volvió a derrotar a Rampla en las épicas finales del año 2009.
Al bajarse Rampla de la competición, el dominio quedó a manos de Nacional y River Plate, pasando a denominarse el enfrentamiento entre ambos equipos como "el clásico del fútbol femenino". En el año 2010 la final fue disputada por estos dos rivales, y el triunfo correspondió a Nacional que posteriormente lograría el bicampeonato en 2011.

### Incorporación de Peñarol y hegemonía de Colón
Peñarol, el otro grande del fútbol masculino recién arribó a la competición en el año 2013, disputando el primer clásico frente a Nacional el 13 de abril de ese año en el Estadio Damiani. La victoria fue de Nacional por un aplastante 7:0 basado en la superior trayectoria de las tricolores en la competencia. Con el tiempo la incursión de las aurinegras ha aumentado el nivel competitividad entre ambas escuadras.
Pero el dominio absoluto en la actualidad no pasa por los "grandes" del fútbol masculino: desde 2013 hasta 2016 fue el Colón Fútbol Club el que ha logrado los 4 campeonatos uruguayos disputados (siendo Nacional subcampeón las 4 veces). Colón también logró hacer historia a nivel internacional en la Copa Libertadores 2016 al ser el primer equipo uruguayo en acceder a las semifinales del torneo continental.
En total, Colón acumuló cuatro títulos consecutivos y un destacado papel internacional durante ese período.

### Consolidación de Peñarol
La absoluta hegemonía de Colón finalizó en 2017 cuando, luego de disputadas finales, cayeron derrotadas por penales ante Peñarol, que de esta manera lograba su primer histórico título. Luego de varios años de frustraciones, el rendimiento deportivo de las aurinegras comenzó a consolidarse, contando además con un gran apoyo de los directivos del club, quienes incorporaron a las principales figuras de los equipos rivales. Peñarol terminó cosechando tres títulos de manera consecutiva, logrando escalar en la clasificación histórica del torneo y poniéndose a tiro de los principales animadores del certamen.

### Retorno a la cima de Nacional
En la temporada 2020, que fue afectada por la Pandemia de COVID-19, Nacional volvió a la cima del futbol femenino, luego de 8 años, siendo además campeón invicto, ganando 12 y empatando 1 partido, efectividad de 94,8%. La goleadora tricolor y del campeonato fue Esperanza Pizarro con 20 goles.

## Equipos participantes

### Campeonato 2025
Información de los equipos previa al inicio del torneo 2025.
| Club                 | Ciudad     | Estadio            | Capacidad | Fundación                | Temporadas | Temp. Consecutivas | Títulos | Subtítulos | 2024 |
| -------------------- | ---------- | ------------------ | --------- | ------------------------ | ---------- | ------------------ | ------- | ---------- | ---- |
| Defensor Sporting    | Montevideo | -                  | -         | 15 de marzo de 1913      | 5          | 5                  | 1       | —          | 3.º  |
| Liverpool            | Montevideo | -                  | -         | 15 de febrero de 1915    | 11         | 7                  | —       | —          | 5.º  |
| Nacional             | Montevideo | Los Céspedes       | -         | 14 de mayo de 1899       | 23         | 15                 | 7       | 11         | 1º   |
| Peñarol              | Montevideo | José Pedro Damiani | 12.000    | 28 de septiembre de 1891 | 10         | 8                  | 4       | 3          | 2º   |
| Montevideo Wanderers | Montevideo | -                  | -         | 15 de agosto de 1902     | 18         | 3                  | —       | 2          | 4.º  |
| Montevideo City      | Montevideo | -                  | -         | 26 de diciembre de 2007  | 2          | 2                  | —       | —          | 6.º  |
| San Jacinto Keguay   |            | -                  | -         |                          | 4          | 1                  | —       | —          | 8º   |
| Canadian             | Montevideo | -                  | -         | 14 de febrero de 2011    | 1          | 1                  | —       | —          | 9º   |
| Bella Vista          | Montevideo | -                  | -         |                          | 7          | —                  | —       | —          |      |
| Cerrito              | Montevideo | -                  | -         |                          | —          | —                  | —       | —          |      |

1. ↑  Como San Jacinto Rentistas.

## Ediciones disputadas
Anteriormente, como la inclusión del fútbol femenino fue tardía, ya hubo otro certamen, ajeno a la AUF. En 1970, se fundó la Asociación Amateur de Fútbol Femenino (AAFA), que realizó un torneo nacional, con clubes capitalinos y del interior, de forma ininterrumpida hasta 1975, siendo conquistados todos ellos por Nacional. Posteriormente, la AAFA realizó otras tres ediciones más, hasta su desaparición.
Años después, apareció el primer campeonato uruguayo organizado por la Asociación Uruguaya de Fútbol, en el año 1997, luego de una práctica de un torneo de fútbol 5 en 1996, que fue conquistado por Rampla Juniors. A pesar de que los campeonatos de la AAFA no fueron simultáneos a los de la AUF, ni se trató de una asociación disidente, la AUF nunca se pronunció acerca de la validez de estos títulos, por los que no están incluidos en el listado.

### Títulos de Liga por año
| Temp. | N.º | Campeón               | Subcampeón           | Torneos cortos                                            | Torneos cortos     | Goleadora                                                                | DT Campeón                             |
| ----- | --- | --------------------- | -------------------- | --------------------------------------------------------- | ------------------ | ------------------------------------------------------------------------ | -------------------------------------- |
| 1997  | 1°  | Nacional (1)          | Rampla Juniors       | Apertura: Clausura:                                       | Anual:             | Marisa Alba Chazarreta - 16 (Rentistas)                                  | Luis Alberto Noble                     |
| 1998  | 2°  | Rampla Juniors (1)    | Nacional             | Apertura: Clausura:                                       | Anual:             | Erika Bonifacino - 16 (Nacional) Alejandra Laborda - 16 (Rampla Juniors) | Oribe Álvarez                          |
| 1999  | 3°  | Rampla Juniors (2)    | Nacional             | Apertura: Nacional Clausura:                              | Anual:             | Rossana Soria - 25 (Nacional) Miriam De Cuadros - 25 (Rampla Juniors)    | Juan Carlos Borteiro                   |
| 2000  | 4°  | Nacional (2)          | Rampla Juniors       | Apertura: Nacional Clausura: Rampla Juniors               | Anual:             | Rossana Soria - 13 (Nacional) Miriam De Cuadros - 13 (Rampla Juniors)    | Gustavo Luis Pérez                     |
| 2001  | 5°  | Rampla Juniors (3)    | Nacional             | Apertura: Rampla Juniors Clausura: Rampla Juniors         | Anual:             | Alejandra Laborda - 15 (Rampla Juniors)                                  | Jorge Yeye                             |
| 2002  | 6°  | Rampla Juniors (4)    | Nacional             | Apertura: Rampla Juniors Clausura: Nacional               | Anual: Racing      | Daiana Elizabeth Gutiérrez - 19 (Cerro)                                  | Gonzalo Ribas                          |
| 2003  | 7°  | Rampla Juniors (5)    | Montevideo Wanderers | Apertura: Rampla Juniors Clausura: Rampla Juniors         | Anual:             | Stefanía Maggiolini - 17 (Nacional)                                      | Antonio Díaz                           |
| 2004  | 8°  | Rampla Juniors (6)    | Huracán              | Apertura: Clausura: Rampla Juniors                        | Anual:             | Angélica Souza - 19 (Rampla Juniors)                                     | Antonio Díaz                           |
| 2005  | 9°  | Rampla Juniors (7)    | Huracán              | Apertura: Rampla Juniors Clausura:                        | Anual:             | Daiana Elizabeth Gutiérrez -19 (Huracán)                                 | Graciela Noemí Barboza y Juan Castillo |
| 2006  | 10° | Rampla Juniors (8)    | INAU                 | Apertura: Rampla Juniors Clausura: Rampla Juniors         | Anual:             | Alejandra Laborda - 22 (Rampla Juniors)                                  | Juan Castillo                          |
| 2007  | 11° | River Plate (1)       | Rampla Juniors       | Apertura: River Plate Clausura: Rampla Juniors            | Anual:             | Alejandra Laborda - 29 (Rampla Juniors)                                  | Raúl Álvaro González y Jorge Ramírez   |
| 2008  | 12° | Rampla Juniors (9)    | River Plate          | Apertura: Clausura:                                       | Anual:             | Rossana Elizabeth Soria - 40 (River Plate)                               | Juan Castillo                          |
| 2009  | 13° | River Plate (2)       | Rampla Juniors       | Apertura: River Plate Clausura: Rampla Juniors            | Anual: River Plate | Juliana Castro - 53 (Rampla Juniors)                                     | Raúl Álvaro González                   |
| 2010  | 14° | Nacional (3)          | River Plate          | -                                                         | -                  | Martina González - 15 (Nacional)                                         | Alímedes Barindelli                    |
| 2011  | 15° | Nacional (4)          | Cerro                | Apertura: Nacional Clausura: Nacional                     | Anual: Nacional    | Carolina Birizamberri - 18 (Bella Vista)                                 | Alímedes Barindelli                    |
| 2012  | 16° | Cerro (1)             | Montevideo Wanderers | -                                                         | -                  | Bandera de ?                                                             | Daniel Pérez                           |
| 2013  | 17° | Colón (1)             | Nacional             | -                                                         | -                  | Carolina Birizamberri - 31 (Nacional)                                    | Ignacio Chitnisky                      |
| 2014  | 18° | Colón (2)             | Nacional             | -                                                         | -                  | Lourdes Viana - 25 (Cerro)                                               | Fabiana Manzolillo                     |
| 2015  | 19° | Colón (3)             | Nacional             | -                                                         | -                  | Carolina Birizamberri - 53 (River Plate)                                 | Fabiana Manzolillo                     |
| 2016  | 20° | Colón (4)             | Nacional             | -                                                         | -                  | Juliana Castro - 30 (River Plate)                                        | Juan Carlos Hernández                  |
| 2017  | 21° | Peñarol (1)           | Colón                | Apertura: Peñarol Clausura: Colón                         | Anual: Peñarol     | Juliana Castro - 26 (River Plate)                                        | Daniel Pérez                           |
| 2018  | 22° | Peñarol (2)           | Colón                | Apertura: Colón Clausura: Peñarol                         | Anual: Peñarol     | Juliana Castro - 37 (Nacional)                                           | Daniel Pérez                           |
| 2019  | 23° | Peñarol (3)           | Nacional             | Apertura: Peñarol Clausura: Peñarol                       | Anual: Peñarol     | Juliana Castro - 20 (Nacional)                                           | Daniel Pérez                           |
| 2020  | 24° | Nacional (5)          | Peñarol              | -                                                         | -                  | Esperanza Pizarro - 19 o 20(Nacional)                                    | Diego Testas                           |
| 2021  | 25° | Defensor Sporting (1) | Nacional             | -                                                         | -                  | Esperanza Pizarro - 17 (Nacional)                                        | Líber Correa                           |
| 2022  | 26° | Nacional (6)          | Peñarol              | Apertura: Nacional Clausura: Nacional                     | Anual: Nacional    | Sofía Oxandabarat - 17 (Defensor Sporting)                               | Diego Testas                           |
| 2023  | 27° | Peñarol (4)           | Nacional             | Apertura: Nacional Intermedio: Nacional Clausura: Peñarol | Anual: Nacional    | Wendy Carballo - 26 (Peñarol)                                            | Cecilia Santo                          |
| 2024  | 28° | Nacional (7)          | Peñarol              | -                                                         | -                  | Wendy Carballo - 21 (Peñarol)                                            | Marcel Rauss                           |

### Títulos de Liga por equipo
| Equipo               | Departamento | Campeón | Subcampeón | Años de los campeonatos                              |
| -------------------- | ------------ | ------- | ---------- | ---------------------------------------------------- |
| Rampla Juniors       | Montevideo   | 9       | 4          | 1998, 1999, 2001, 2002, 2003, 2004, 2005, 2006, 2008 |
| Nacional             | Montevideo   | 7       | 11         | 1997, 2000, 2010, 2011, 2020, 2022, 2024             |
| Peñarol              | Montevideo   | 4       | 3          | 2017, 2018, 2019, 2023                               |
| Colón                | Montevideo   | 4       | 2          | 2013, 2014, 2015, 2016                               |
| River Plate          | Montevideo   | 2       | 2          | 2007, 2009                                           |
| Cerro                | Montevideo   | 1       | 1          | 2012                                                 |
| Defensor Sporting    | Montevideo   | 1       | 0          | 2021                                                 |
| Huracán              | Montevideo   | -       | 2          |                                                      |
| Montevideo Wanderers | Montevideo   | -       | 2          |                                                      |
| INAU                 | Montevideo   | -       | 1          |                                                      |

## Estadísticas históricas

### Mayores goleadas del Campeonato Uruguayo
La mayor goleada del fútbol femenino la consiguió Nacional, el 12 de mayo de 2013, en un torneo en el que Nacional consiguió mejorar dicha marca varias veces. La mayor victoria fue ante Huracán Buceo, por un marcador de 28 a 0, significando un gol cada 3,21 minutos A su vez, durante el año 2015, la Sub-16 del mismo equipo logró batir este récord ganándole 35 a 0 a Huracán del Paso de la Arena. La jugadora Camila López convirtió 12 goles en dicho encuentro.
| Equipo ganador | Resultado | Equipo perdedor | Campeonato            |
| -------------- | --------- | --------------- | --------------------- |
| Nacional       | 28 - 0    | Huracán Buceo   | Primera División 2013 |
| Peñarol        | 27 - 0    | Oriental        | Primera División 2016 |
| Nacional       | 23 - 0    | Oriental        | Primera División 2016 |
| Colón          | 18 - 0    | Huracán Buceo   | Primera División 2013 |
| Nacional       | 16 - 0    | Progreso        | Primera División 2015 |

### Máximas goleadoras históricas
Listado con las primeras 10 jugadoras por número de goles en el Campeonato Uruguayo hasta el año 2020.
Juliana Castro posee el récord de mayor cantidad de goles en la Primera División del fútbol uruguayo, acumulando 296 anotaciones. Posee a la vez el récord de máxima cantidad de anotaciones en una misma temporada, con 53 goles (compartido con Carolina Birizamberri). El récord de mayor cantidad de goles en un mismo encuentro, con 9 anotaciones, es de Martina González.
| Pos. | Jugadora              | Club                                                                | Goles | Período      |
| ---- | --------------------- | ------------------------------------------------------------------- | ----- | ------------ |
| 1°   | Juliana Castro        | Inau / River Plate / Artigas / Rampla Juniors / Nacional            | 296   | 2006-        |
| 2°   | Alejandra Laborda     | Danubio / Rampla Juniors / River Plate / Peñarol / Miramar Misiones | 262   | 1997-        |
| 3°   | Rossana Soria         | Nacional / Montevideo Wanderers / River Plate                       | 203   | 1997-2011/12 |
| 4°   | Jennifer Clara        | Bella Vista / River Plate / Colón                                   | 170   |              |
| 5°   | Lourdes Viana         | Cerro / Colón / Peñarol                                             | 165   | 2007-        |
| 6°   | Carolina Birizamberri | Cerro / Bella Vista / Nacional / River Plate                        | 157   | 2008-2016    |
| 7°   | Daiana Gutiérrez      | Cerro / Huracán / River Plate                                       | 126   |              |
| 8º   | Angélica Souza        | Cerro / Rampla Juniors / Nacional / River Plate                     | 115   | 2002-        |
| 9°   | Adriana Castillo      | Progreso / Rampla Juniors / Cerro / Nacional                        | 113   | 2004-        |
| 10°  | Mariana Buidid        | Nacional / Racing / Liverpool                                       | 101   |              |